# Emil Svoboda
Emil Svoboda (Písek, 16 agosto 1926 – Mirotice, 11 agosto 2019) è stato un calciatore cecoslovacco, di ruolo attaccante.

## Carriera

### Club
Ha sempre giocato nel campionato cecoslovacco.

### Nazionale
Ha collezionato 5 presenze in Nazionale.